# Юйчи Исэн
Юйчи Исэн (кит. трад. 尉遲乙僧, упр. 尉迟乙僧, пиньинь Yùchí Yǐsēng, хот.-сак. Viśa Īrasangä; работал ок. 630—700) — китайский художник.
Юйчи Исэн, уроженец княжества Хотан, был сыном художника Юйчи Бажина (Юйчи-старшего). Знаменитый китайский паломник Сюаньцзан оставил свидетельство, что «Юйчи» — фамилия хотанского правящего дома, поэтому исследователи не исключают, что оба художника принадлежали к княжескому роду.

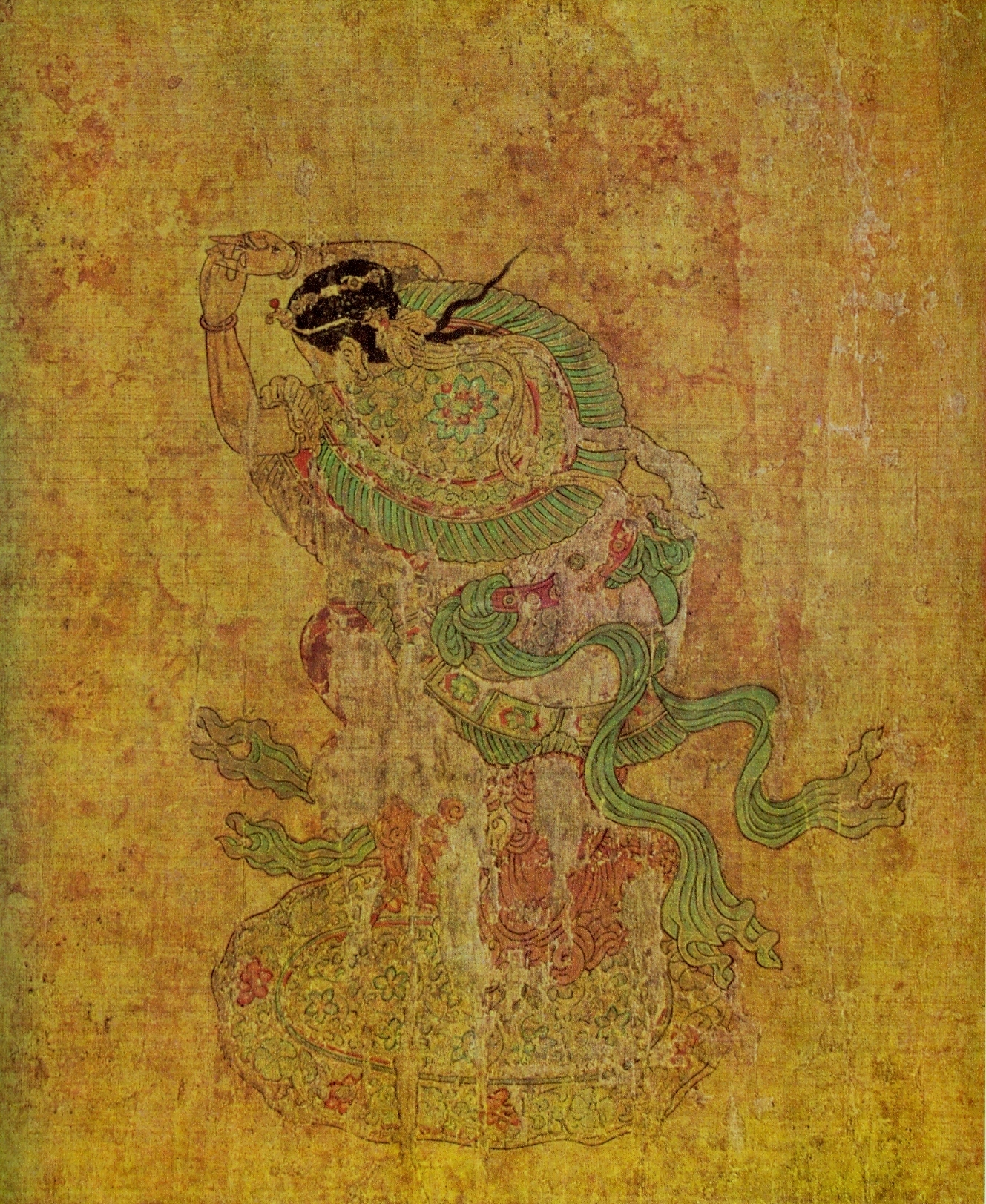
Юйчи Исэн. Свиток Беренсона, деталь: Танцовщица. Копия, созданная до 1032 г. Вилла Тати, Сеттиньяно.

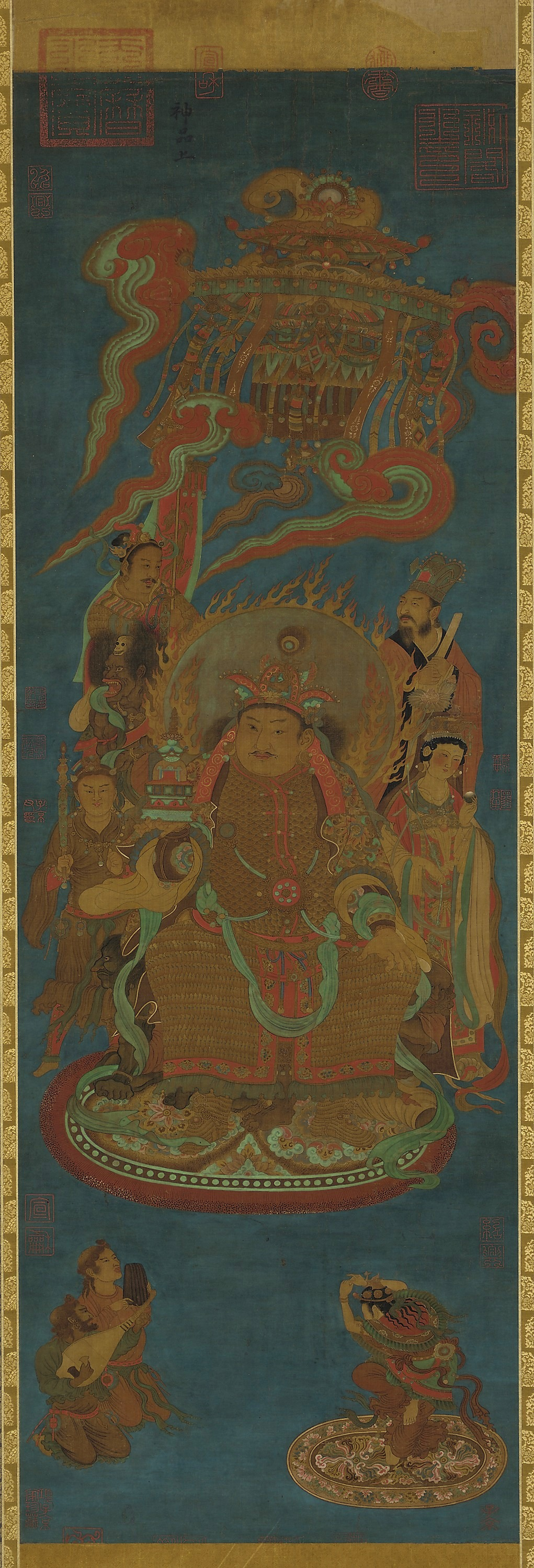
Вайшравана. Традиционно приписывается Юйчи Исэну. Копия XIV века. Галерея Фрир.

Юйчи Исэн прибыл в Китай в самом начале эпохи Тан, около 630 года. Он унаследовал аристократический титул своего отца и включился в работы по росписям буддийских храмов; в частности, им был расписан храм Фэнъенсы, в одном из помещений которого художник жил длительное время. Этот храм стал местом, где останавливались прибывавшие в Китай из Хотана принцы и монахи.
В середине первого тысячелетия в китайских землях активно распространялся буддизм. Это учение шло из «западных стран», то есть из Центральной Азии, а вместе с учением поступали предметы религиозного культа, созданные в манере нетипичной для китайской традиции. Этот процесс продолжался несколько веков, он привёл к синтезу китайских, индийских и центральноазиатских художественных приёмов; в нём участвовало множество художников, только часть имён которых дошла до нас.
Юйчи Исэн в основном специализировался на буддийской тематике, как в стенных росписях, так и в свитках. Древние тексты также сообщают, что он великолепно изображал цветы, которые выглядели трёхмерными, как на рельефе (буквально «выпукло-вогнутые», так переводил этот китайский термин известный специалист по восточной живописи Освальд Сирен), а линия на его картинах была сильной и упругой, «как железная проволока». Художник имел в Китае большой успех, его часто сравнивали с Янь Либэнем, несмотря на то, что тематика и стиль их произведений были совершенно разными.

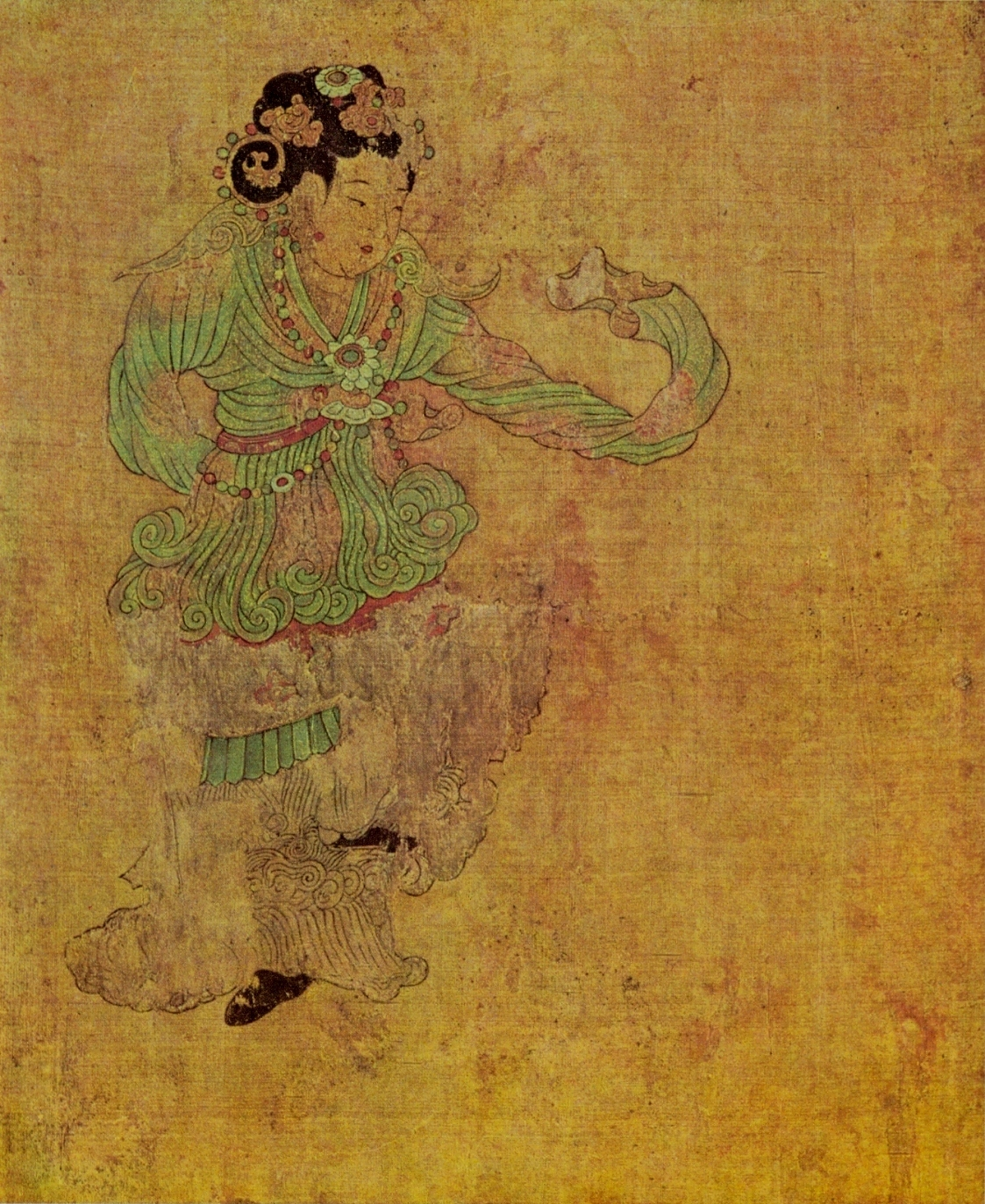
Юйчи Исэн. Свиток Беренсона, деталь: Танцовщик. Копия, созданная до 1032 г. Вилла Тати, Сеттиньяно.

Все храмовые росписи Юйчи Исэна погибли вместе с самими храмами во время гонений на буддизм, случившихся в середине IX века. Также до наших дней не дошло ни одного аутентичного свитка с его живописью. С разной степенью уверенности ему приписываются несколько копий, сделанных поздними художниками с его произведений. Во-первых, это «Свиток Беренсона» с изображением танцора и танцовщицы (сунская копия, созданная до 1032 года, Вилла Тати, Сеттиньяно), во-вторых, изображение Шакьямуни, скопированное художником Чэнь Юнчжи (Бостон, Музей изящных искусств; ныне эту картину считают копией неизвестного художника эпохи Мин, XVI—XVII вв.). К этим двум работам обычно добавляют изображение Локапалы Вайшраваны (буддийского божества, поклонение которому было широко распространено в Хотане), существующее в двух копиях, одна из которых, возможно, принадлежит У Даоцзы. Тот факт, что его работы многократно копировались, свидетельствует о непреходящей ценности его произведений.
На «Свитке Беренсона» великолепно передано как вращательное движение танцора, так и танцевальный раж, в который вошла его партнерша. В связи с творчеством Юйчи Исэна и его отца Юйчи Бажина историк Чжан Яньюань (IX в.) в своем трактате сообщает об особом способе наложения красок этими художниками. Современные специалисты допускают, что этот метод мог быть позаимствован в Иране или Гандхаре, и отмечают, что он был неизвестен китайцам.
«Хотанский стиль», введённый в китайское искусство Юйчи Исэном в VII веке, и ставший популярным благодаря творчеству этого художника, продолжил своё существование в VIII веке как особый стиль, а с конца XII до начала XIV века стал доминирующим стилем как в китайской буддийской скульптуре, так и в буддийской живописи, возможно, благодаря мощным художественным импульсам из Центральной Азии в то время.